# James D. Bjorken
James Daniel Bjorken (22. června 1934 - 6. srpna 2024) byl americký teoretický fyzik.
Bakalářský titul získal v roce 1956 na Massachusettském technologickém institutu, doktorát udlal na Stanfordově univerzitě roku 1959. V roce 1962 působil jako hostující profesor na Ústavu pro pokročilá studia v Princetonu.  Je emeritním profesorem v SLAC National Accelerator Laboratory a byl členem teoretické skupiny ve Fermilabu.
V roce 1968 objevil jev známý později jako Bjorkenovo měřítko. Jde o hluboký nepružný rozptyl světla na silně interagujících částicích zvaných hadrony )například proton a neutron). Experimentálně bylo zjištěno, že se hadrony chovají jako soubor prakticky nezávislých bodupodobných složek, pokud jsou testovány při vysokých energiích.
Vlastností těchto hadronových škál je, že nejsou určeny absolutní energií experimentu, ale bezrozměrnými kinematickými veličinami jako je úhel rozptylu nebo poloměr energie k přenosu hybnosti. Zvýšení energie znamená potenciálně lepší prostorové rozlišení, škálování je nezávislé na absolutním rozlišení stupnice a proto umožňuje účinné pozorování bodupodobné struktury.
Tato pozorování byla zásadní pro uznání kvarků jako skutečných elementárních částic, spíše než užitečných teoretických konstruktů a vedla k teorii silné interakce známé spíše jako kvantová chromodynamika, kde bylo chápáno ve smyslu asymptotické volnosti. Podle Bjorkena jsou kvarky bodupodobné, pozorovatelné objekty na velmi krátkých vzdálenostech, kratších než je velikost hadronů.
Richard Feynman přeformuloval tento model do partonového modelu, který užíval k pochopení z kvarků složených hadronů při vysokých energiích.  Předpovědi Bjorkenova škálování byly potvrzeny v pozdních 60. letech při experimentech na SLAC National Accelerator Laboratory. Obecná idea modelu s malými modifikacemi je vysvětlena v kvantové chromodynamice asymptotickou volností.
Bjorken napsal s Sidneyem Drellem relativistické kvantové mechaniky a kvantových polí.
V roce 2015 získal Wolfovu cenu za fyziku.